# Чувај се сењске руке
„Чувај се сењске руке” је југословенски ТВ филм из 1964. године. Режирао га је Даниел Марушић који је, по делу Аугуст Шеное, написао и сценарио.

## Улоге
| Глумац           | Улога |
| ---------------- | ----- |
| Реља Башић       |       |
| Мато Грковић     |       |
| Љубо Капор       |       |
| Божена Краљева   |       |
| Емил Кутијаро    |       |
| Јозо Мартинчевић |       |
| Миа Оремовић     |       |

Остале улоге  ▼
| Глумац            | Улога |
| ----------------- | ----- |
| Вика Подгорска    |       |
| Дуња Рајтер       |       |
| Фабијан Шоваговић |       |
| Крешимир Зидарић  |       |